# Ác ma Dover
Ác ma Dover hay Yêu quái Dover là một sinh vật kỳ dị được cho là đã 3 lần nhìn thấy ở thị trấn Dover thuộc bang Massachusetts của vào ngày 21 và 22 tháng 4 năm 1977. Dựa vào hình dáng bên ngoài của yêu quái Dover, nhiều người băn khoăn không biết liệu đó có phải là người ngoài hành tinh hay không, hay chỉ đơn giản là kết quả của một thí nghiệm nào đó, chẳng hạn như việc cấy ghép loài người hay người ngoài hành tinh. Trong khi đó, nhiều người khác lại nghĩ rằng nó đến từ một hành tinh khác.

## Mô tả sơ bộ
Một mô tả sơ bộ của Ác ma Dover cho thấy nó có đầu hình quả dưa hấu to và không cân đối, hai mắt màu cam rực sáng, cánh tay dài và gầy tong teo, bàn chân kì dị với những ngón khẳng khiu. Một mô tả khác cho rằng nó không có tóc (đầu trọc), da màu máu sần sùi, có màu nâu vàng như giấy ráp. Hay toàn thân không có lông, đầu giống như một quả dưa hấu và có mắt màu vàng. Một số người cho rằng, quái vật Dover không có những đặc điểm nhận dạng về mặt, ví dụ như không có mũi, tai và miệng. Nó cao khoảng 3 feet và phát ra những âm thanh khiếp đảm giống như tiếng rít chói tai của diều hâu cộng với tiếng phì phò của rắn. Những miêu tả về ác ma Dover sẽ khiến nhiều người liên tưởng đến những người ngoài hành tinh.